# Подул Лунг
Подул Лунг (рум. Podul Lung) — село в Каларашском районе Молдавии. Наряду с селом Сипотень входит в состав коммуны Сипотень.

## География
Село расположено на высоте 119 метров над уровнем моря.

## Население
По данным переписи населения 2004 года, в селе Подул Лунг проживает 13 человек (9 мужчин, 4 женщины).
Этнический состав села:
| Национальность | Число жителей | Процентный состав |
| -------------- | ------------- | ----------------- |
| молдаване      | 13            | 100.0             |
| Всего          | 13            | 100%              |